# Eublepharis
Eublepharis – rodzaj jaszczurek z rodziny eublefarów (Eublepharidae).

## Zasięg występowania
Rodzaj obejmuje gatunki występujące w Iraku, Iranie, Syrii, Afganistanie, Kirgistanie, Turkmenistanie, Turcji, Bangladeszu, Pakistanie i Indiach.

## Systematyka
Rodzaj zdefiniował w 1827 roku angielski zoolog John Edward Gray w artykule poświęconym rodzajom jaszczurek opublikowanym w czasopiśmie The Philosophical Magazine. Gatunkiem typowym jest (oznaczenie monotypowe) Eublepharis hardwickii.

### Etymologia
Eublepharis: gr. ευ eu ‘dobry, ładny, typowy’; βλεφαρις blepharis, βλεφαριδος blepharidos ‘rzęsa, powieka’.

### Podział systematyczny
Do rodzaju należą następujące gatunki: 
- Eublepharis angramainyu Anderson & Leviton, 1966
- Eublepharis fuscus Börner, 1974
- Eublepharis hardwickii Gray, 1827
- Eublepharis macularius (Blyth, 1854) – eublefar tygrysi[5]
- Eublepharis pictus Mirza & Gnaneswar, 2022
- Eublepharis satpuraensis Mirza, Sanap, Raju, Gawai & Ghadekar, 2014
- Eublepharis turcmenicus Darevsky, 1977